# Hui Guan-man
```
Hui Guan-man
 (
xinès tradicional
: 許冠文,
 
pinyin
: 
Xǔ Guānwén
; 
Hong Kong
, 
1930
 - 
Vancouver
, 
28 de desembre
 de 
2007
) fon un 
dibuixant
 de 
manhua
 
xinés
, autor de 
Choi Suk
.
[
1
]
```

Comença la seua carrera en la dècada del 1950, enviant dibuixos a diverses publicacions de Hong Kong, publicant a Manhua Shijie. El 1958 crea Choi Suk, que seria la sèrie més famosa del còmic de Hong Kong als seixanta. Aquell mateix any, però, crea la seua pròpia publicació, Xiao hua xiao hua.
Inicialment una sèrie bèl·lica ambientada en la Segona guerra sinojaponesa, Choi Suk evolucionaria en el temps adaptant-se a noves modes, com les pel·lícules d'espies. També va fer evolucionar la sèrie des d'un format tradicional, el lianhuantu, cap a noves narratives. El 1991 se'n feu una pel·lícula.